# Give Peace a Chance
«Give Peace a Chance» es una canción de protesta contra la guerra escrita por John Lennon y originalmente acreditada a Lennon/McCartney. Sin embargo cuando el álbum póstumo en vivo de Lennon con Elephant's Memory, Live in New York City (grabado en 1972), se reeditó en 1990, se acreditó únicamente la composición de la canción a Lennon. Los créditos del final del programa de 2006, The U.S. vs. John Lennon (en el cual aparece la canción) listan también a Lennon como único escritor de la canción.

## Escritura
En la encamada que llevó a cabo con Yoko, un reportero le preguntó a John qué intentaba hacer. Y John le contestó espontáneamente, todo lo que estamos diciendo es : dale una oportunidad a la paz, pero así como lo dijo, le gustó la frase y la preparó musicalmente para la canción. Mientras estaba en cama, la cantó varias veces, hasta que finalmente, el 1 de junio de 1969, alquiló una grabadora de 8 pistas en unos almacenes locales de música, volvió a la habitación del hotel y la grabó.

## Grabación

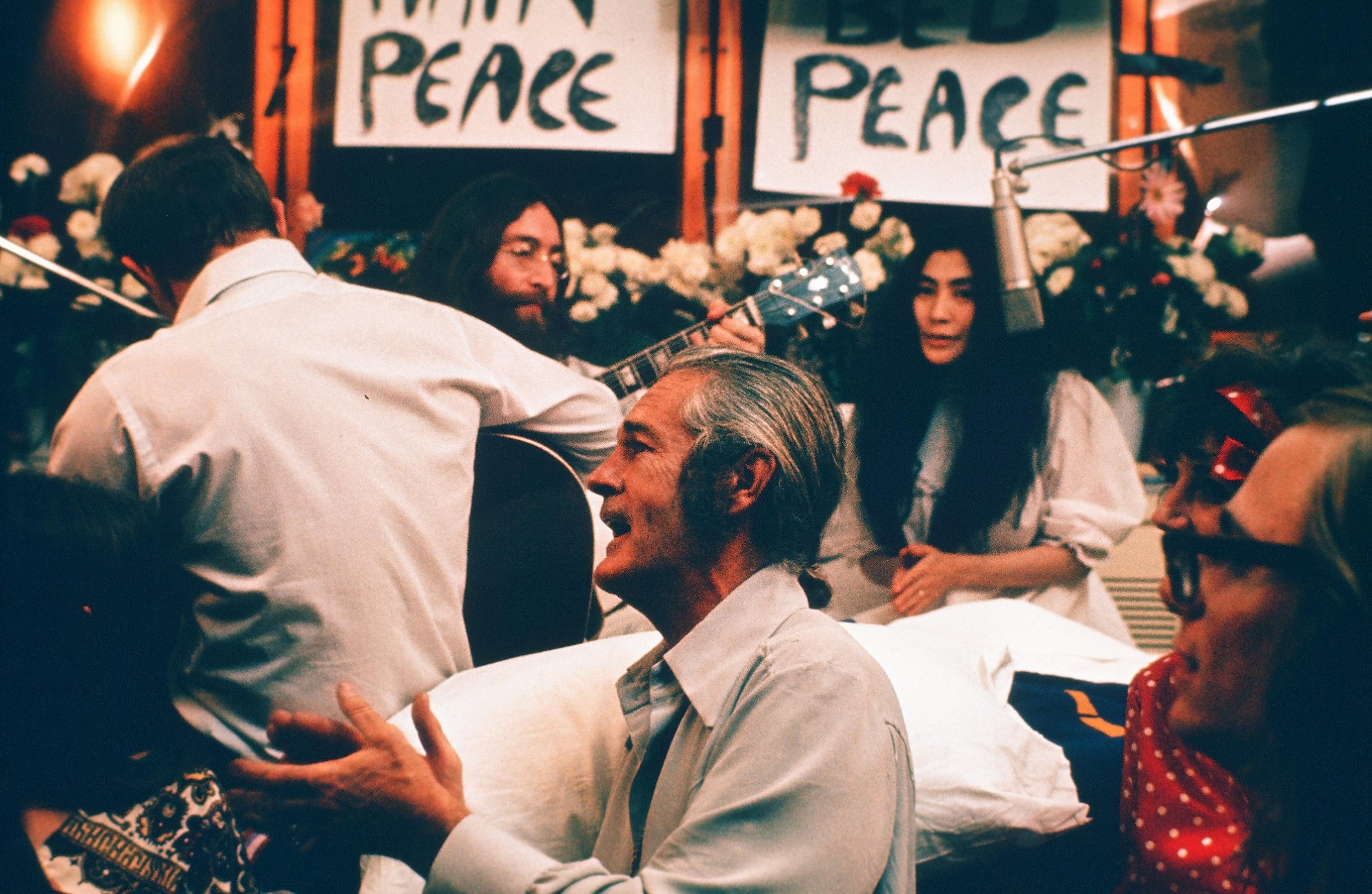
Durante la grabación de "Give Peace a Chance".

Fue grabada por John Lennon y editada en un sencillo bajo el nombre de Plastic Ono Band. Para maximizar la exposición a los medios, los recién casados John Lennon y Yoko Ono se propusieron albergar el segundo encamamiento en la ciudad de New York (el primero se llevó a cabo en Ámsterdam), pero los oficiales de inmigración estadounidenses denegaron a Lennon la entrada al país por su adicción a la droga en noviembre de 1968 en Londres. En vez de hacerlo en Nueva York, la pareja entonces eligió Montreal porque estaba más cerca de la frontera estadounidense. La canción se grabó el 1 de junio de 1969 en la habitación 1742 en el Hotel Queen Elizabeth en Montreal, Canadá. A la sesión de grabación asistieron docenas de periodistas y varias celebridades, incluidos Timothy Leary, Rosemary Woodruff Leary, Petula Clark, Dick Gregory, Allen Ginsberg, Murray the K y Derek Taylor. Lennon tocó la guitarra acústica y a él se unió Tommy Smothers, de los Smothers Brothers, tocando también la guitarra acústica.
Kyoko Chan Cox Ono, la hija de Yoko Ono, quien entonces sólo tenía 5-6 años, tocó una de las panderetas que se usaron y también colaboró con su voz en todos los coros. Esto se puede ver en la serie John y Yoko: Una historia de amor y en varias de las grabaciones de la canción.

## Versión comercial
El sencillo "Give Peace a Chance" (con el "Remember Love" de Yoko Ono en la cara B) se lanzó en un vinilo de 45 RPM en el Reino Unido el viernes 4 de julio de 1969 y el lunes 7 de julio de 1969 en Estados Unidos. La aparición de la pista por primera vez en un álbum de larga duración fue en la compilación de éxitos The John Lennon Collection editado el 1 de noviembre de 1982 en el Reino Unido por (EMI/Parlophone Records) y el 8 de noviembre de 1982 (originalmente en Geffen Records desde que se reeditó en Capitol Records). Una versión significativamente truncada de la versión de la sesión de Montreal y un fragmento de la canción de la actuación del concierto One to One Benefit apareció en la compilación de éxitos de Lennon, Shaved Fish.

## El último verso
El último verso original de la canción se refiere a "John and Yoko, Timmy Leary, Rosemary, Tommy Smothers, Bob Dylan, Tommy Cooper, Derek Taylor, Norman Mailer, Allen Ginsberg y Hare Krishna". En la interpretación de "Give Peace a Chance" incluida en el álbum Live Peace in Toronto 1969, Lennon declaró abiertamente que no podía recordar toda la letra e improvisó con los nombres de los miembros de la banda con los que compartía escenario y todo lo que le vino a la mente. "John and Yoko, Eric Clapton, Klaus Voormann, Penny Lane, Roosevelt, Nixon y Tommy Jones."

## Versiones
Al ser considerada la canción como un símbolo de protesta, ésta ha sido usada en películas de cine, en programas de televisión y en teatro; por ejemplo, los estudiantes de la película The Trial of Billy Jack la cantaron y también ha sido interpretada por activistas por la paz en Pretty Village, Pretty Flame. Cantidad de gente asociada a Lennon han interpretado posteriormente la canción para protestar o para pedir limosna (caridad). Paul McCartney interpretó la canción como parte de un popurrí tributo a John Lennon ("Strawberry Fields Forever" / "Help!" / "Give Peace a Chance") durante la actuación en Liverpool de su gira mundial el 28 de junio de 1990. En 1991 Yoko Ono colaboró con una gran cantidad de artistas para interpretar una versión de la canción en respuesta a la inminente guerra del golfo. Los artistas participantes fueron:
| - Amina - Aerosmith - Adam Ant - Sebastian Bach - Bros - Felix Cavaliere - Terence Trent D'Arby - Flea - John Frusciante - Peter Gabriel - Kadeem Hardison - Ofra Haza - Joe Higgs - Bruce Hornsby - Lee Jaffe - Al Jarreau | - Jazzie B - Davey Johnstone - Lenny Kravitz - Cyndi Lauper - Sean Ono Lennon - Little Richard - LL Cool J - MC Hammer - Michael McDonald - Duff McKagan - Alannah Myles - New Voices of Freedom - Randy Newman - Tom Petty | - Iggy Pop - Q-Tip - Bonnie Raitt - Run - Dave Stewart - Teena Marie - Little Steven - Van Zandt - Don Was - Jon Bon Jovi/Richie Sambora - Wendy & Lisa - Ahmet Zappa - Dweezil Zappa - Moon Unit Zappa |

Durante la década de 2010, tanto Paul McCartney como Ringo Starr han incluido la canción dentro de su repertorio en sus respectivas giras.

## Remix de 2008

### Lista de canciones
Mindtrain/Twisted TW50066 (Lanzado el 1 de junio de 2009)
1. Dave Aude Club Mix (8:26)
2. Dave Aude Dub (8:26)
3. Johnny Vicious Warehouse Dub (8:23)
4. Mike Cruz Dub (8:40)
5. Tommie Sunshine Vocal Mix (6:41)
6. Morel’s Pink Noise Vocal Mix (6:42)
7. Morel’s Pink Noise Dub (7:09)
8. Double B Full Vocal Mix (6:57)

Mindtrain/Twisted TW50069 (Lanzado el 1 de julio de 2009)
1. Phunk Investigation Mix (7:45)
2. Eric Kupper Vocal Mix (8:50)
3. Mike Cruz Extended Vocal Mix (10:25)
4. DJ Dan Dub (8:53)
5. Tommie Sunshine Give Peace a Dub (6:40)
6. Morel’s Canister Dub (7:23)
7. Mike Cruz Vocal Edit Mix (8:40)

Mindtrain/Twisted [TW50070] (Lanzado el 18 de febrero de 2009) [The International Remixes]
1. Blow-Up Popism Mix (5:00)
2. Blow-Up Electrono Mix (6:44)
3. Kimbar Vocal Mix (8:11)
4. Kimbar Dub Mix (6:54)
5. Tszpun Remix (8:17)
6. Tszpun Dub Mix (8:11)
7. Alex Santer Peaceful Mix (6:11)
8. DJ Meme Club Mix (9:54)
9. Findo Gask Time for Action Dub (5:56)
10. CSS Mix (4:12)
11. Richard Fearless Reach Out Mix (7:05)
12. Karsh Kale Voices of the Tribal Massive Mix (5:55)

## Versión del 2022
En el 2022, esta canción fue dedicada a Ucrania debido a la invasión rusa en Ucrania y un signo de paz para los ciudadanos de Ucrania que sufren en la guerra.

## Listas de popularidad
| Chart (1969)         | Mejor posición |
| -------------------- | -------------- |
| Dutch Top 40         | 1              |
| UK Singles Chart     | 2              |
| Media Control Charts | 4              |
| Billboard Hot 100    | 12             |